# В'язальниці

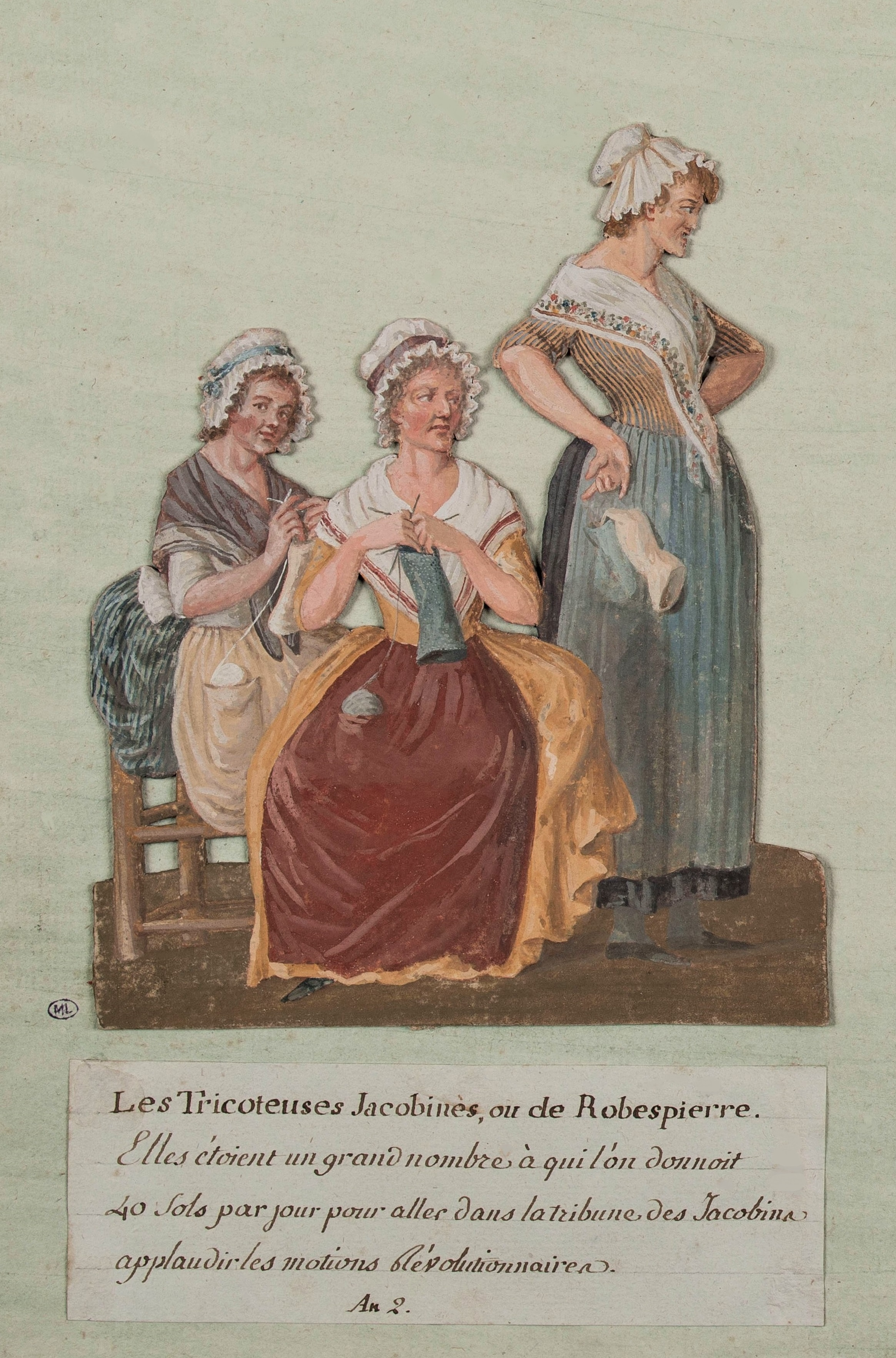
Сучасне зображення В'язальниць роботи Жан-Батист Лесуер.

В'язальниці (Tricoteuse (фр. вимова: [tʁikɔtøz]) — жінки — політичні діячі з кола санкюлотів, що з'являлися на місцях революційних подій і войовничо підтримували позиції якобінців і «скажених».
Термін найчастіше використовують у його історичному сенсі як узагальнене позначення жінок під час Французької революції, які сиділи на галереї, підтримуючи лівих політиків у Національному конвенті, були присутніми на зборах у якобінському клубі, на слуханнях Революційного трибуналу, і були присутні біля гільйотини продовжуючи в'язати на спицях.
Виступи «в'язальниць» були особливо інтенсивними під час правління терору.

## Термін
Виникнення терміна «революціонери як в'язальниці» перегукується з декретом секретаря Паризької комуни П'єра Гаспара Шометта від 22 грудня 1793 року:
«Рада зазначає, що патріотично налаштовані громадянки 5 та 6 жовтня матимуть спеціально відведене місце на всіх громадянських урочистостях і що перед ними буде встановлено транспарант із написом на тріумфальній арці бульвару: „Як звірі вони переслідували тирана перед собою“ та „Жінки 5 та 6 жовтня“. І вони братимуть участь зі своїми чоловіками та дітьми, і вони будуть в'язати».
Термін також пов'язаний з образом в'язальниць на трибуні Національного конвенту, які використовували принцип гласності його засідань, голосно підтримували Максиміліана де Робесп'єра і, кажуть, отримували за це 40 су на день. Особливо вражав вигляд в'язальниць біля підніжжя гільйотини. Кат Парижа Шарль Анрі Сансон описав це у своїх мемуарах:
«Місце страти завжди відвідували одні й ті ж глядачі, радикально налаштовані санкюлоти з передмість Сен-Антуан і Сен-Марсель: ремісники, дрібні торговці, словом, люди з простолюду, які вирізнялися різкою мовою і нехитрою поведінкою — революційне „Ду“ давно стало тут загально формою звернення. Жінки з цього середовища були горезвісними трикотузами, які сиділи зі своїми в'язаннями на лавах біля гільйотини і відпускали жарти, чекаючи засуджених; якщо буде можливість, вони накинуться і на перехожих, які виглядали аристократично»
Лише наприкінці XIX століття термін «в'язальниці» в більш загальному сенсі став означати всіх жінок, які брали участь у протестних рухах у Франції між 1789 і 1795 роками, спочатку ж прозвані «якобінцями, що звикли до трибун», запеклі заклики жінок до терору, їх участь у падінні жирондистів принесли їм прізвисько «скажені» або ж «лють гільйотини».

## Історія

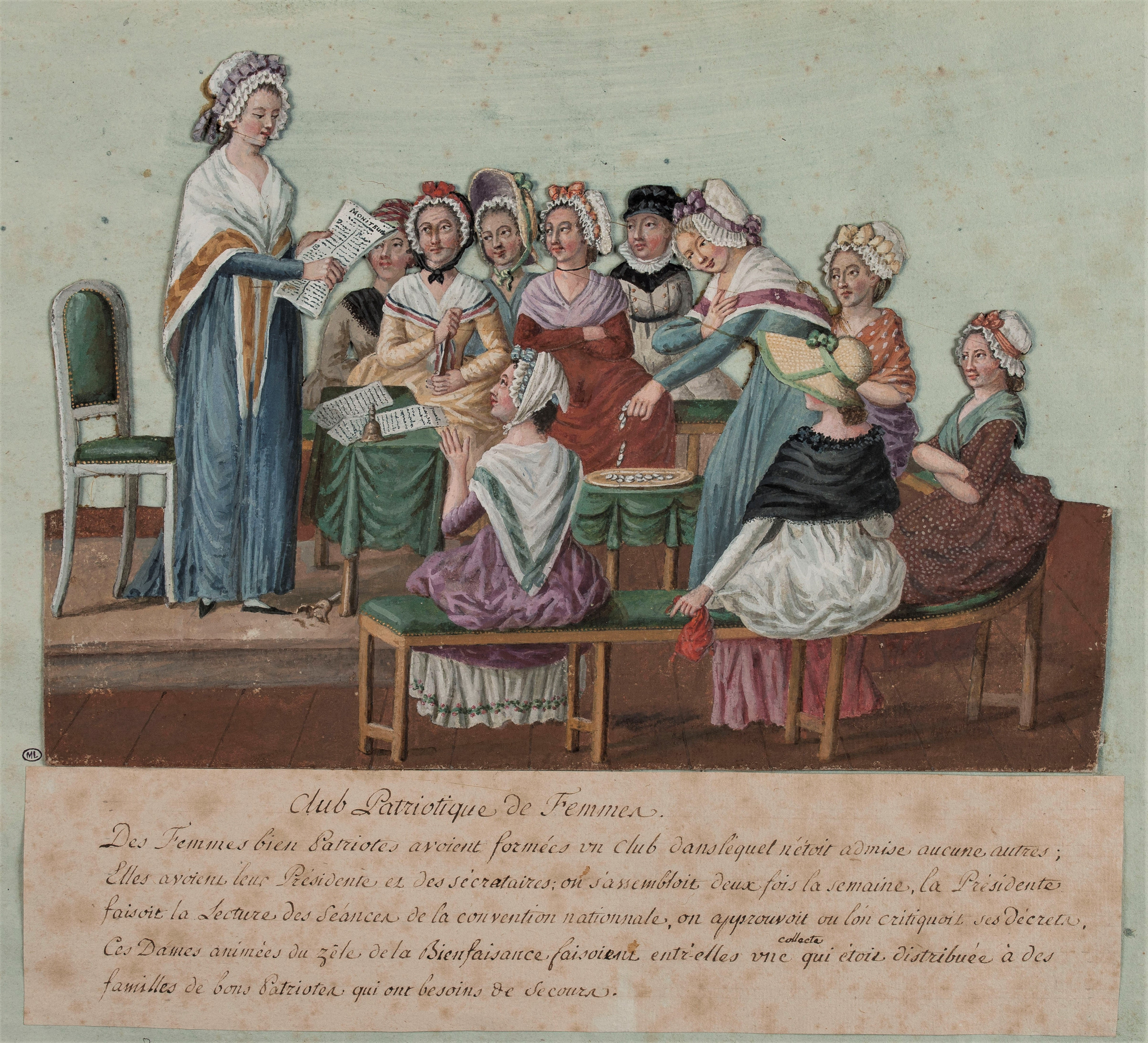
Сучасне зображення Революційного жіночого клубу. Ж,-Б. Лесуер

Одним із перших спалахів повстання в революційну епоху був жіночий марш у Версалі 5 жовтня 1789 року. Розгнівані високими цінами на продукти та хронічним дефіцитом, жінки з робітничого класу з паризьких ринків, на знак протесту, спонтанно вирушили до королівської резиденції у Версальському палаці. Натовп із тисяч жінок отримав відгук: їхні вимоги про хліб задовольнили, і Людовік XVI був змушений залишити свій розкішний палац і повернутися до Парижа, щоб головувати «з національного дому».
«Від моменту походу на Версаль у жовтні 1789 року з цими ринковими жінками поводилися як із героїнями; уряд за урядом Парижа із задоволенням вшановували їх.»
Несподіваний успіх маршу надав майже міфічного статусу раніше невідомим ринковим жінкам. Попри відсутність будь-яких центральних фігур, яким можна було б приписати лідерство, групова ідентичність революціонерок набула широкого визнання. Працюючі «матері нації» хвалили і ганили уряди, які змінювали один одного протягом багатьох років після маршу. Зрештою, постійна буйна поведінка ринкових жінок стала на заваді дедалі більш авторитарному революційному уряду.

Коли 1793 року почався період терору, небезпечно непередбачувані ринкові жінки стали небажаними: у травні їх позбавлено традиційних місць у глядацьких галереях Національних зборів, а за кілька днів офіційно заборонено брати участь у будь-яких формах політичних зібрань.
«[Ринкові жінки] відігравали важливу роль у вуличній історії Парижа аж до епохи терору, коли їхню владу було раптово відібрано. 21 травня 1793 року їх виключено указом із галерей Конвенту; 26 травня їм заборонено брати участь у будь-яких політичних зборах».
Ветерани маршу, а також їхні численні наступниці й прихильники зібралися після цього біля гільйотини на площі Революції (нині площа Згоди) і похмуро споглядали щоденні публічних страт. «Таким чином, позбавлені активної участі у політиці, ринкові жінки стали трикотузами чи в'язальницями, які зазвичай займали свої місця на площі Революції та спостерігали за гільйотиною за в'язанням».
У статті 1989 року Домінік Годіно цитує кілька відносно «загальнодоступних» робіт, опублікованих з нагоди двохсотліття Революції. Яким би не було ставлення різних авторів до революції, вони пов'язані з «на гільйотину, на кров і смерть… Так у відомій контрреволюційній традиції „в'язальниця“, кровожерлива потвора, ототожнюється з революцією, яка й сама жахлива».

## У літературі
- У романі Чарлза Дікенса «Повість про двоє міст» персонаж мадам Дефарж — особливо кровожерлива в'язальниця часів правління терору. Вона та інші жінки-революціонерки шифрують імена тих, кого мають страчувати, у своїх в'язаних виробах, використовуючи різні послідовності петель.
- У першому розділі роману Емми Орці «Червоний Первоцвіт» Первоцвіт маскується під в'язальницю, що возить віз, вивозячи контрабандою аристократів з Парижа[4].
- Остання глава роману Яна Флемінга «З Росії з любов'ю» називається «La Tricoteuse», оскільки глава СМЕРШ Роза Клебб протягом роману часто асоціюється з в'язальницями.
- Сюїта пісень Девіда Боуї «Sweet Thing/Candidate/Sweet Thing (Reprise)» з альбому Diamond Dogs містить рядок: Хтось надряпав на стіні «Я відчуваю запах крові les tricoteuses».
- Елізабет Бовен описує персонажа в «Смерті серця», кажучи: «Разом з тим, і в основі всього цього, міг бути дотик трикотажу до Дафни, колись повністю збудженої, і все це вилилося в її постійне зле почуття проти Анни».

## У балетах
У класичному балеті «Спляча красуня» у постановці Ю. М. Григоровича є танець в'язальниць. В'язальниці танцюють зі спицями.

У балеті немає у постатях в'язальниць нічого, пов'язаного з життям (що важливо для оновлення), оскільки «в'язальниця», яка прийшла до нас із Франції і незрозуміла зараз, була зрозуміла публіці, коли так звана справа революції жила і перемагала:
«Жінки… бігали за засудженими на всі страти, криками схвалюючи і не схвалюючи вироки; цілими днями сиділи біля гільйотини з гаптуванням і в'язанням у руках, пильно стежачи за виконанням усіх формальностей страти. З'явилися „в'язальниці“ — грізні, галасливі вороги контрреволюціонерів і всього, що нагадувало стару аристократію».

## У фільмах
У фільмі 1965 року «Мистецтво кохання», коли Кейсі (Джеймс Гарнер) судять за ймовірне вбивство свого друга Пола (Дік Ван Дайк), серед публіки сидить в'язальниця, в'яже і час від часу вигукує «На гільйотину!».